# نادية رفيق
نادية رفيق (13 ديسمبر 1927 - 17 يناير 2020)، هي مُمثلة مصرية. عملت في أدوار الأم في الكثير من المسرحيات والمسلسلات التليفزيونية في فترة الثمانينيات والتسعينيات من القرن العشرين.

## أعمالها

### مسلسلات
| - باب الخلق:2012 - سقوط الخلافة:2010-أم عبد الحميد - كلمة حق:2008 - اولاد الغالي:2006-ماما عفاف - السلمانية:2005-حليمة - رياح الغدر:2005 - فريسكا:2004 - القاهرة منفلوط والعكس:2004 - السيف الوردي:2004 - ملفات سرية:2003 - الأصدقاء:2002 - شعاع من الامل:2002 - ضبط وإحضار:2001-أم أنور - أهل الدنيا:2001 - جسر الخطر:1999 - وتمضي الايام:1998 - أوراق من المجهول:1998 - يوميات ونيس (ج4):1997-المريضه بالمستشفى - القنفد:1997 - حتى لا يغيب القمر:1996 | - قلوب حائرة:1996 - أبو العلا 90:1996 - الستات ميعملوش كده:1995 - صباح الخير يا جاري:1994 - أهل القمة:1994 - البحث عن زوج:1993 - القضاء في الإسلام (ج4، 6):1993، 1995 - وكان لقاء:1992-والدة أحمد أبو النصر - حافة الهاوية:1992 - بين ثلاثة:1991 - ألف ليلة وليلة: حمال الأسية:1990 - حضرات السادة الكدابين:1990 - مذكرات زوج:1990 - أحزان نوح:1989 - أنا وانت وبابا في المشمش:1989-والدة بشير - بنات زينب:1989 - الحب وسنينة:1989-ضيفة شرف - ليالي الحلمية (ج2، 3):1989، 1990-والده كمال خله - اللقاء الثاني:1988 | - عصفور النار:1987-زوجة العمدة صقر - أولاد آدم:1986-الأم - زهور من نور:1986 - المنعطف:1986 - المحروسة 85:1985-أنيسة زوجة المهندس سيد - حكايات هو و هي:1985 - صح النوم:1985 - من قصص القران الكريم:1984 - الحياة مرة أخرى:1984-حميدة - أخو البنات:1984-أم مديحة - إنتقام إمرأة:1983 - حتى لا يختنق الحب:1983 - زهرة البنفسج:1982 - ليلة القبض على فاطمة:1982 - محمد رسول الله (ج2، 4):1981، 1984 - صيام صيام:1981 - ميراث الغضب:1981 - الباحثة:1979 - هي والمستحيل:1979-ام صلاح | - لعبة القدر:1979 - لحظة اختيار:1978 - أحلام الفتى الطائر:1978-والدة سوسن - بنت الأيام:1977-توحيده - العصابة:1970 - جراح عميقه:1969 - حدود الله - الحرمان-مريم - أحلام العصافير - الغربة - واشهد يا زمان - رحلة هادئة - الدنيا الجديدة - خفايا البيوت - أهلا بالأحلام - بعد العاصفة - الشك - أم اليتامى-الام - عندما تضحك الأوتار |

### أفلام
- اعترافات ليلية بدور ام عادل

| - 2001: لحظات حب - عروسة البحر:2012 - إي.يو.سي:2011-جدة محمد - أم النور:2010-حنة - بوبوس:2009 - كباريه:2008-ام ليلى - 45 يوم:2007-جدة احمد - بحب السيما:2004-ام عدلى - شروع في قتل:2000 - إمرأة تحت المراقبة:2000-الحاجه - الحب الأول:1999 - سواق الهانم:1994-شويكار هانم | - الحب بين قوسين:1993 - طريق الشيطان:1993-ام نوسه - تووت تووت:1993-الحاجة أمينة - دماء على الأسفلت:1992-توحيدة - أحوال شخصية:1992 - زوجتي والذئب:1992 - بنات في ورطة:1992-ام كريم وعبير جمال الدين - همس الجواري:1992 - القاتلة:1991 - مسجل خطر:1991-سليمة - تحت الصفر:1990 | - معركة النقيب نادية:1990 - اغتصاب:1989 - قضية الأستاذة عفت:1989-ام رفقي - الإرهاب:1989-والدة عمر الصناديلي - طالع النخل:1988 - الهانم بالنيابة عن مين:1987-أم عاطف - من خاف سلم:1987 - المشهد الأخير:1986 - مدافن مفروشة للإيجار:1986 - الحب في غرفة الانعاش:1985-ام سعيد - الخزنجية:1984-ماما عواطف | - بريق عينيك:1982-خديجة - أهل القمة:1981-زهيرة - والدة سهام - زيارة سرية:1981 - خطة بعيدة المدى - هيام-ام سمير - مؤخر صداق-روحيه ام سلوى - مظاهر كدابة - تحقيق - لحظات حب - القديس العظيم: الأنبا برسوم العريان |

### أخرى
| - سهرة تلفزيونية-أبناء الغربة1990 - فوازير المناسبات 1988 - سهرة تلفزيونية-الحفرة1986 - فوازير-ألف ليلة وليلة: وردشان وماندو1986 - فوازير-ألف ليلة وليلة: عروس البحور1985-جدة عروس البحور - مسلسل إذاعي-بنات الأصول-أم ماجدة - مسلسل إذاعي-يوليوس قيصر - مسرحية-بلدتنا | - مسلسل إذاعي-الأمل المشرق-علوية - مسلسل إذاعي-لست شيطانا ولا ملاكا - مسلسل إذاعي-كفر نعمة - مسلسل إذاعي-أغرب القضايا-قضية مقتل القنصل - سهرة تلفزيونية-دليل اثبات - مسلسل إذاعي-جراح عميقة - سهرة تلفزيونية-لالئ | - سهرة تلفزيونية-سعادة بلا طعم - سهرة تلفزيونية-سجن السنين - سهرة تلفزيونية-حتى تعودي - سهرة تلفزيونية-لهيب الدم - مسلسل إذاعي-نزوات قاتلة - تمثيلية-الخروج من الشرنقة - سهرة تلفزيونية-الآنسة بوابة |

## تمثيليات تلفزيونية
- الحفرة بدور ام زينب
- مظاهر كدابة بدور زكية

## روابط خارجية
- نادية رفيق على موقع الدهليز
- نادية رفيق على موقع قاعدة بيانات الأفلام العربية